# Douglas Mawson
Douglas Mawson (5. května 1882, Shipley – 14. října 1958, Brighton) byl australský cestovatel, polárník, horolezec a geolog.

## Život
Narodil se v Anglii, ale jeho rodina odešla do Austrálie, když mu byly čtyři roky. Vystudoval geologii a důlní inženýrství na Univerzitě v Sydney, také u geologa Edgewortha Davida. Po studiích na univerzitě krátce učil. Roku 1903 se stal členem týmu, který měl geologicky zmapovat Nové Hebridy v Tichém oceánu. Roku 1905 začal učit na univerzitě v Adelaide, kde se nakonec stal profesorem mineralogie a geologie. Jako geolog byl průkopníkem v oblasti výzkumu uranu a dalších minerálů spojených s radioaktivitou.
Roku 1907 se připojil k antarktické expedici Ernesta Shackletona, jakožto zeměměřič. Roku 1908 spolu s Davidem Edgeworthem a ještě jedním členem výpravy jako první dobyli sopečný vrchol Mount Erebus, vysoký asi 3 780 m a pokrytý ledem. Jako první Mawson také zaznamenal posun magnetického pólu Země.
Výprava přinesla Mawsonovi velký kredit, a tak byl roku 1911 pověřen Austrálií a Novým Zélandem zorganizovat výpravu, která by prozkoumala neznámou a nezmapovanou ledovou pláň západně od magnetického pólu. Výprava však dopadla katastrofálně. Zemřeli oba Mawsonovi společníci, ocitl se sám, bez zásob, bez psů a musel pěšky urazit sto mil ve vánici do nejbližšího civilizovaného místa. V jednu chvíli mu dokonce slezla kůže z chodidel. Přesto přežil.
V roce 1914 ho britská královna povýšila do šlechtického stavu. Své antarktické zkušenosti shrnul do dvoudílné knihy The Land of the Blizzard (1915).
Navzdory neúspěchu z roku 1911 se Mawson rozhodl k další výpravě do Antarktidy roku 1929, kterou financovala krom Austrálie a Nového Zélandu i Británie. Výprava tentokrát uspěla, neboť byla již technicky vybavena a prvně masivně k průzkumu Antarktidy užila letouny. Austrálie si na základě této výpravy činí nároky na určitá území Antarktidy ("Australský sektor"), jehož hlavní základna nese Mawsonovo jméno.